# Joel Embiid
Joel Embiid   (Yaoundé, 16 de març de 1994) de nom complet Joel Hans Embiid és un jugador camerunès de bàsquet que pertany a la plantilla dels Philadelphia 76ers. Amb 2,13 metres d'alçada, juga en la posició de pivot.

## Carrera esportiva

### Inicis
Embiid va néixer a Yaoundé, i és fill del militar Thomas Embiid i la seva esposa Christine. Va créixer jugant a futbol i voleibol. El seu objectiu al principi era viatjar a França per ser jugador professional de voleibol. Va començar a jugar al bàsquet als 16 anys, inspirat per les finals de l'NBA de 2010 després de veure a Kobe Bryant i l'Hall of Famer nigerià Hakeem Olajuwon.
Va ser descobert pel jugador Luc Mbah a Moute en un campus de bàsquet que aquest mateix organitzava al Camerun. Ell mateix va convèncer a Embiid per viatjar als Estats Units als 16 anys per intentar ser jugador professional. Va començar a la Montverde Academy (Montverde, Florida) i després va marxar a The Rock School (Gainesville, Florida) per tenir més minuts de joc. En el seu últim any d'institut va liderar a l'equip, aconseguint 33 victòries en 37 partits i el campionat estatal, fent una mitjana de 13 punts, 10 rebots i 2 taps per partit.

### Universitat
En 2013 decideix assistir a la universitat, rebent nombroses propostes i decantant-se finalment per la Universitat de Kansas. Allí va tenir com a company a Andrew Wiggins. Hi va disputar 28 partits amb mitjanes d'11 punts, 8 rebots i gairebé 3 taps per partit en 23 minuts de joc. L'11 de març de 2014 s'anuncia que Embiid es perdrà el primer cap de setmana del torneig de la NCAA a causa d'una lesió d'esquena. Kansas és eliminada en la tercera ronda, abans que Embiid pugui tornar.
El 9 d'abril de 2014, després de solo un any a la universitat, es declara elegible pel draft de l'NBA. El 20 de juny, en una sessió d'entrenament pels Cleveland Cavaliers (que posseïen la 1ª elecció en el draft), sofreix una fractura per estrès en el seu peu dret. Després de ser sotmès a una operació quirúrgica es confirma que la seva baixa podria ser fins a de vuit mesos.

#### Estadístiques
| Any     | Equip  | PJ | PT | MPP  | %TC  | %3P  | %TL  | RPP | APP | ROB | TPP | PPP  |
| ------- | ------ | -- | -- | ---- | ---- | ---- | ---- | --- | --- | --- | --- | ---- |
| 2013-14 | Kansas | 28 | 20 | 23.1 | .626 | .200 | .685 | 8.1 | 1.4 | .9  | 2.6 | 11.2 |

### NBA

#### Philadelphia 76ers
Va ser triat en la tercera posició del draft per Philadelphia, convertint-se en el tercer jugador camerunès a arribar a l'NBA després de Ruben Boumtje-Boumtje i el seu mentor Luc Mbah a Moute. Després de perdre's tota la temporada 2014/15, el 13 de juny de 2015 es va anunciar que Embiid havia patit una recaiguda en la seva recuperació del trencament de l'os navicular, havent de sotmetre's a una segona ronda de cirurgies en el seu peu dret, perdent-se conseqüentment la temporada 2015/16.
El 4 d'octubre de 2016, Embiid va jugar com a titular en el primer partit de pretemporada, aconseguint 6 punts, 4 rebots i 2 taps en 13 minuts de joc davant els Boston Celtics. El 26 d'octubre va debutar en partit oficial, sortint com a titular davant Oklahoma City Thunder en el primer partit de temporada regular. En 25 minuts de joc va aconseguir 20 punts, 7 rebots i 2 taps. L'1 de novembre va aconseguir el seu primer doble-doble en anotar 18 punts i capturar 10 rebots davant Orlando. En aquest partit va ser presentat per primera vegada per la megafonia com Joel "The Process" Embiid, sobrenom que ell mateix es va atorgar en honor al exgeneral manager dels 76ers Sam Hinkie. Després de 31 partit de lliga regular, en els quals estava fent una mitjana de 20 punts, gairebé 8 rebots, 2,5 taps i 2 assistències per partit, l'infortuni es va tornar a creuar en la carrera del jugador camerunès en forma de lesió, amb un trencament de menisc al genoll esquerre. Fins a la lesió tot feia presagiar que seria el millor rookie de l'any a l'NBA, ja que havia estat el millor rookie dels tres primers mesos de competició en la conferència Est. També va arribar a ser el millor jugador de l'Est la setmana del 16 de gener al 22.
El 18 de març de 2019, va ser nomenat jugador del mes de la Conferència Aquest de l'NBA per primera vegada en la seva carrera.
El 2 de febrer de 2021, va ser nomenat de nou jugador del mes de la Conferència Aquest. Dues setmanes més tard, es va confirmar que seria titular en el All-Star Game. El 20 de febrer de 2021, va aconseguir anotar 50 punts enfront dels Chicago Bulls, sent el rècord anotador de la seva carrera. A més, va capturar 17 rebots, sent el primer jugador dels Sixers en aconseguir alguna cosa així després que ho fes Moses Malone el 1984. A mitjans d'abril, va encadenar tres partits amb més de 35 punts per partit, sent el primer Sixer a aconseguir-ho d'ençà que d'Allen Iverson ho aconseguís el 2006.
El 16 d'agost de 2021, acorda una extensió de contracte amb els Sixers per $196 milions i 4 anys.

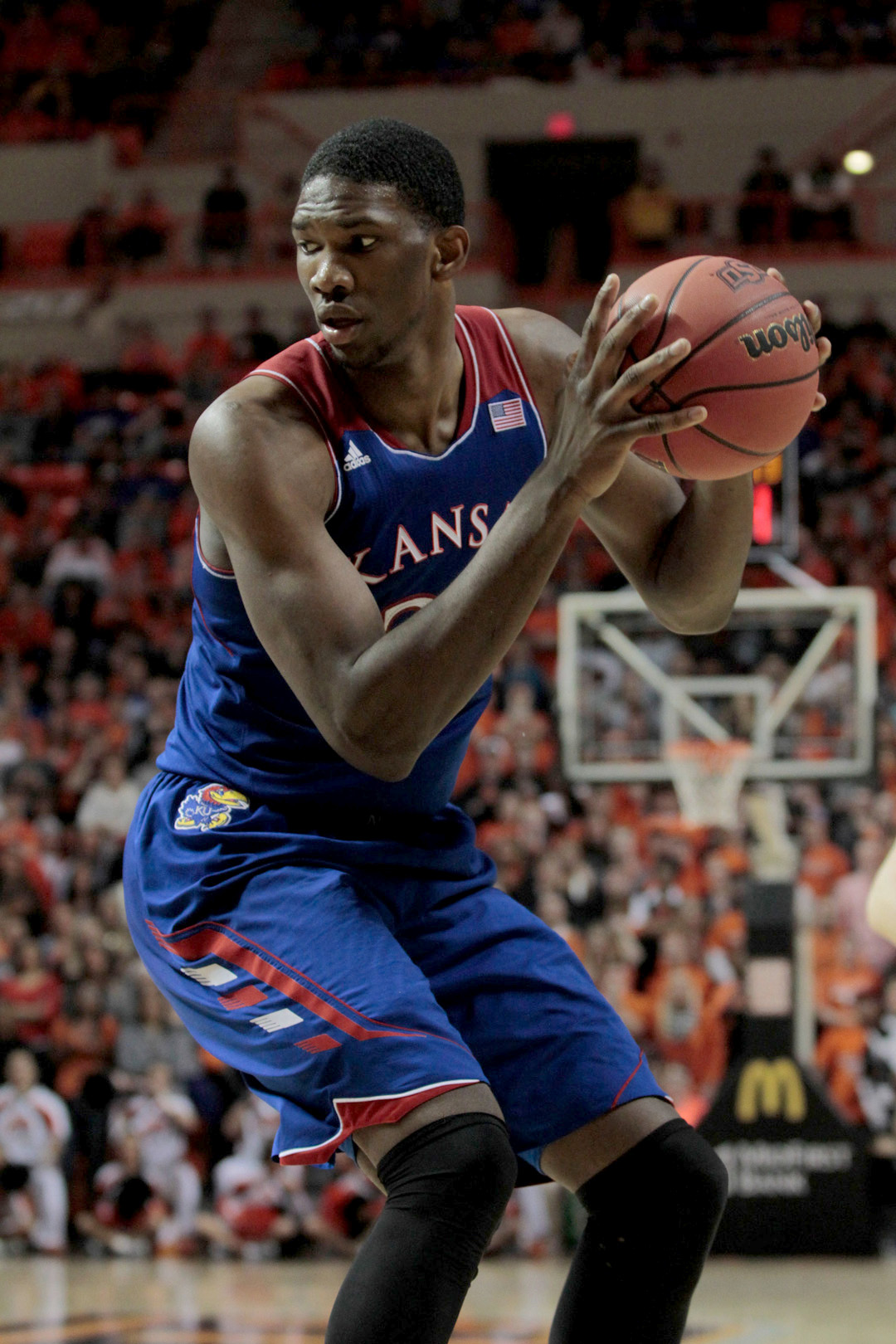
Embiid amb la Universitat de Kansas el 2014.

## Estadístiques de la seva carrera en l'NBA

### Temporada regular
| Any      | Equip        | PJ  | PT  | MPP  | %TC  | %3   | %TL  | RPP  | APP | ROB | TPP | PPP  |
| -------- | ------------ | --- | --- | ---- | ---- | ---- | ---- | ---- | --- | --- | --- | ---- |
| 2016-17  | Philadelphia | 31  | 31  | 25.4 | .466 | .367 | .783 | 7.8  | 2.1 | .9  | 2.5 | 20.2 |
| 2017-18  | Philadelphia | 63  | 63  | 30.3 | .483 | .308 | .769 | 11.0 | 3.2 | .6  | 1.8 | 22.9 |
| 2018-19  | Philadelphia | 64  | 64  | 33.7 | .484 | .300 | .804 | 13.6 | 3.7 | .7  | 1.9 | 27.5 |
| 2019-20  | Philadelphia | 51  | 51  | 29.5 | .477 | .331 | .807 | 11.6 | 3.0 | .9  | 1.3 | 23.0 |
| 2020-21  | Philadelphia | 51  | 51  | 31.1 | .513 | .377 | .859 | 10.6 | 2.8 | 1.0 | 1.4 | 28.5 |
| Total    | Total        | 260 | 260 | 30.6 | .487 | .329 | .808 | 11.3 | 3.1 | .8  | 1.7 | 24.8 |
| All-Star | All-Star     | 3   | 3   | 24.0 | .526 | .222 | .692 | 10.0 | 1.0 | .7  | 1.0 | 17.0 |

### Playoffs
| Any   | Equip        | PJ | PT | MPP  | %TC  | %3   | %TL  | RPP  | APP | ROB | TPP | PPP  |
| ----- | ------------ | -- | -- | ---- | ---- | ---- | ---- | ---- | --- | --- | --- | ---- |
| 2018  | Philadelphia | 8  | 8  | 34.8 | .435 | .276 | .705 | 12.6 | 3.0 | .9  | 1.9 | 21.4 |
| 2019  | Philadelphia | 11 | 11 | 30.4 | .428 | .308 | .822 | 10.5 | 3.4 | .7  | 2.3 | 20.2 |
| 2020  | Philadelphia | 4  | 4  | 36.2 | .459 | .250 | .814 | 12.3 | 1.3 | 1.5 | 1.3 | 30.0 |
| 2021  | Philadelphia | 11 | 11 | 32.4 | .513 | .390 | .835 | 10.5 | 3.4 | 1.0 | 1.5 | 28.1 |
| Total | Total        | 34 | 34 | 32.8 | .463 | .320 | .803 | 11.2 | 3.0 | .9  | 1.8 | 24.2 |

## Vida personal
Té una germana petita anomenada Muriel. El seu germà Arthur, 7 anys menor que Joel, va morir el 16 d'octubre de 2014 al Camerun en un accident de trànsit.
Des de 2018, Embiid té una relació sentimental amb la model brasilera Anne de Paula. Al setembre de 2020, van tenir al seu primer fill.